# Med 30 Dollars om Ugen
Med 30 Dollars om Ugen er en amerikansk stumfilm fra 1918 af Harry Beaumont.

## Medvirkende
- Tom Moore - Dan Murray
- Alec B. Francis - Wright
- Brenda Fowler
- Warburton Gamble - Freddy Ruyter
- Grace Henderson